# لی تینگجیه
لی تینگجیه (انگلیسی: Lei Tingjie؛ زادهٔ ۱۳ مارس ۱۹۹۷) استادبزرگ شطرنج اهل چین است که در سال ۲۰۱۷ قهرمان شطرنج زنان چین شد.